# 小手指町
小手指町（こてさしちょう）は、埼玉県所沢市の町名。現行行政地名は小手指町一丁目から五丁目。郵便番号359-1141。

## 地理
所沢市の中央西部に位置し、小手指地区に所属する。
周囲の上新井・山口・小手指元町・北野新町・北中・青葉台と隣接する。
面積は約1.15km2。
小手指駅を中心に団地や住宅地が広がり、北口側に一･二丁目が、南口側に三･四･五丁目が設置されている。
河川
町域の北部（二丁目）には砂川堀が、また南端（五丁目）には東川が流れている。

### 面積
面積内訳は以下の通り。
| 丁目           | 面積（m2）   |
| -------------- | ------------ |
| 小手指町一丁目 | 351,671.2    |
| 小手指町二丁目 | 295,200.4    |
| 小手指町三丁目 | 213,966.1    |
| 小手指町四丁目 | 196,094.2    |
| 小手指町五丁目 | 93,455.16    |
| 計             | 1,150,387.06 |

### 地価
住宅地の地価は、2017年（平成29年）の公示地価によれば、小手指町1丁目13番25の地点で23万9000円/m2となっている。

## 歴史
今日の町並みは1970年に小手指駅が開設されてから整備されたもので町としての歴史は浅い。また近年（2010年代）には所沢市の地区計画により、駅の北口から市道ハナミズキ通り沿いを中心に再整備されている。

### 地名の由来
日本武尊の東征伝説で、北野村の北野天神社で戦勝祈願をし、籠手をかざしたという伝承より。以来この一帯が小手指原（こてさしがはら）と呼ばれ、南北朝時代には新田義貞と鎌倉幕府との戦い（分倍河原の戦い）、足利尊氏と新田義宗との戦い（武蔵野合戦）と2度にわたる小手指原の戦いがあり、さらに北条時行と足利直義との戦い（中先代の乱）により、3度戦場になっている。

### 沿革

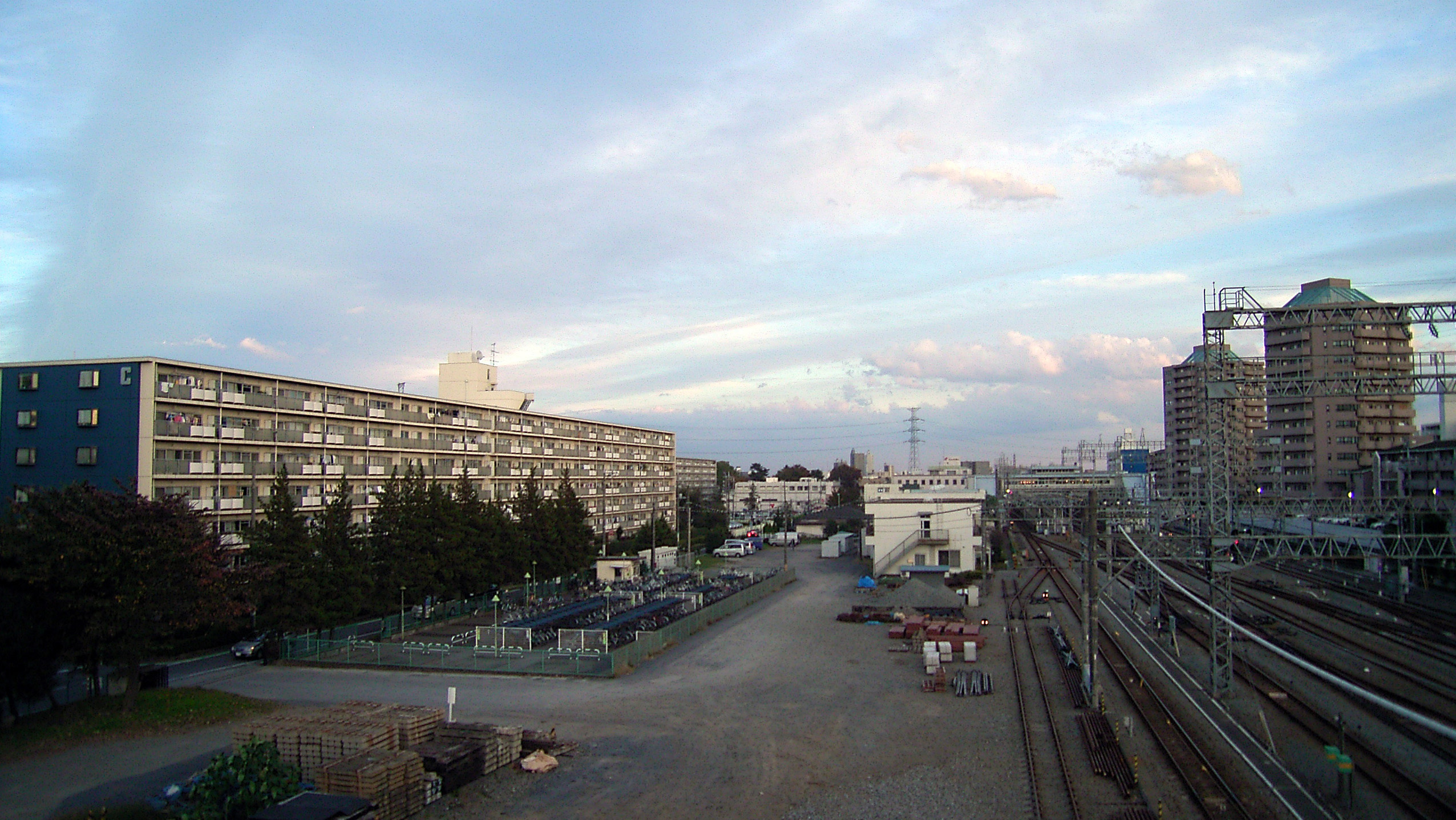
左側に西武小手指ハイツ、右側に橋上駅舎の小手指駅（小手指陸橋から2007年11月撮影）

かつては入間郡小手指村、のち入間郡所沢町大字北野の一部であった。
- 1951年（昭和26年）- 現在の小手指一丁目に沖縄出身の開拓農家が入植[10]。
- 1966年（昭和41年）- 所沢市大字北野に西武池袋線小手指ヶ原信号所が開設。
- 1969年（昭和44年）2月 - 所沢市北野土地区画整理事業着工。
- 1970年（昭和45年）11月20日 - 小手指ヶ原信号所が駅に昇格し、小手指駅営業開始。
- 1976年（昭和51年）12月 - 西武不動産により、小手指ハイツの分譲開始。
- 1977年（昭和52年）6月15日 - 所沢市大字北野の小手指駅周辺地区の区画整理により小手指町一丁目から四丁目が成立[11]。
- 1993年（平成5年）8月24日 - 所沢市による「小手指ハナミズキ地区地区計画」の当初の決定が告知される（後年2度変更）[8]。
- 2005年（平成17年）7月19日 - 所沢市大字北野の町名･地番変更実施により小手指町五丁目が成立。

## 世帯数と人口
2017年（平成29年）9月30日現在の世帯数と人口は以下の通りである。
| 丁目           | 世帯数    | 人口     |
| -------------- | --------- | -------- |
| 小手指町一丁目 | 2,481世帯 | 5,053人  |
| 小手指町二丁目 | 1,214世帯 | 2,455人  |
| 小手指町三丁目 | 2,399世帯 | 5,002人  |
| 小手指町四丁目 | 1,466世帯 | 2,948人  |
| 小手指町五丁目 | 522世帯   | 1,127人  |
| 計             | 8,082世帯 | 16,585人 |

## 交通

### 鉄道

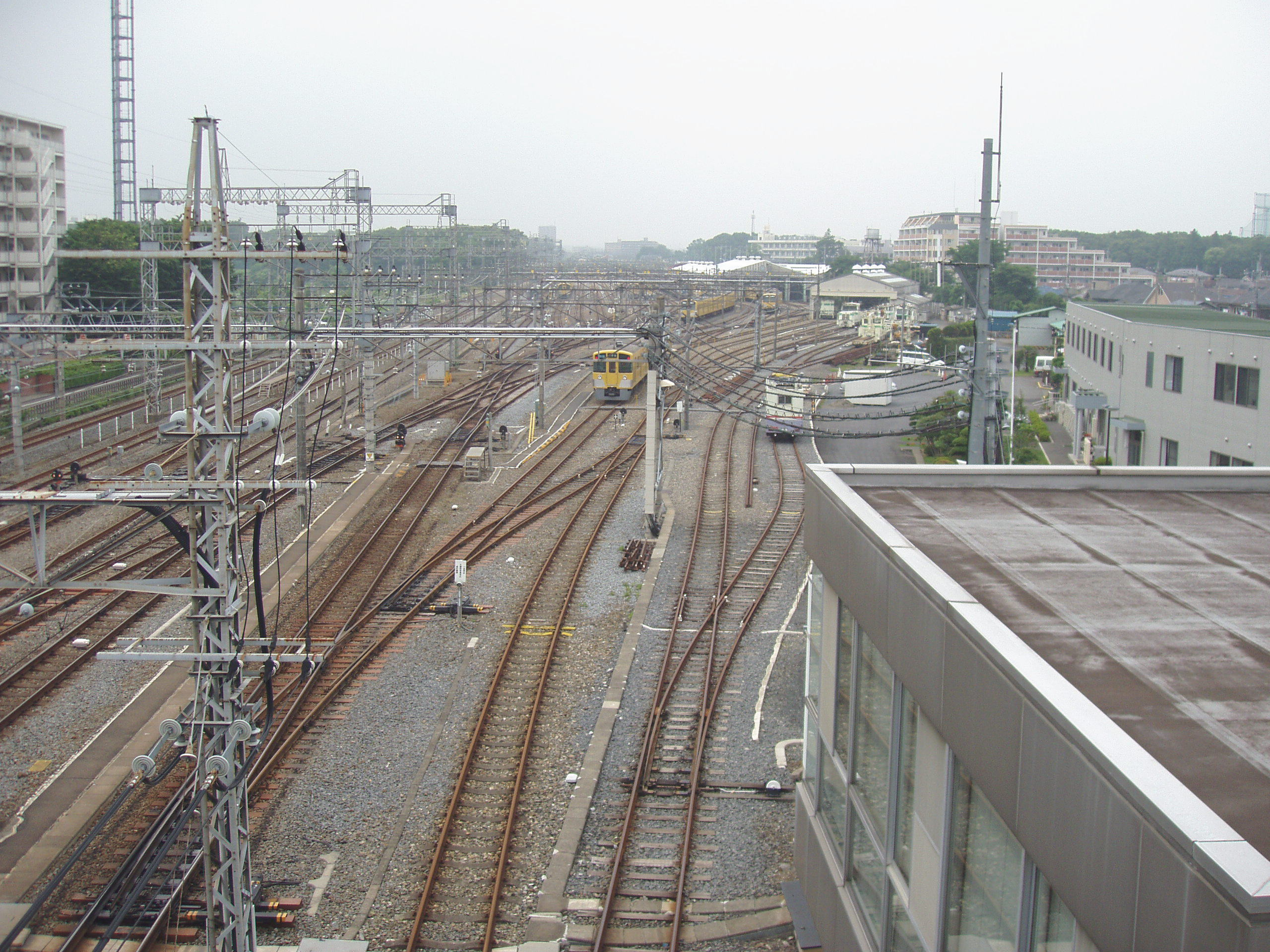
小手指陸橋より小手指車両基地を望む（2006年6月）

- 西武鉄道
  - 西武池袋線 -  小手指駅

### バス
→ 小手指駅#バス路線を参照。

### 道路
- 国道463号
- 市道 小手指陸橋通り - 小手指陸橋
- 市道 ハナミズキ通り
- 市道 小手指駅南口通り

交差点
| - 小手指一丁目 - 小手指二丁目 - 小手指陸橋北 | - 小手指駅北口 - 榎町 - 小手指ヶ原 | - 小手指駅南 - 北野保育園南 - 市民プール北 |

## 施設
公共
- 北野公園市民プール
- 小手指公民館分館
- こばと児童館[12]

保育
- 北野保育園
- 小手指向陽保育園
- わかば保育園
- きたの第2保育園
- Nicot小手指
- 私立小手指幼稚園

公園・緑地

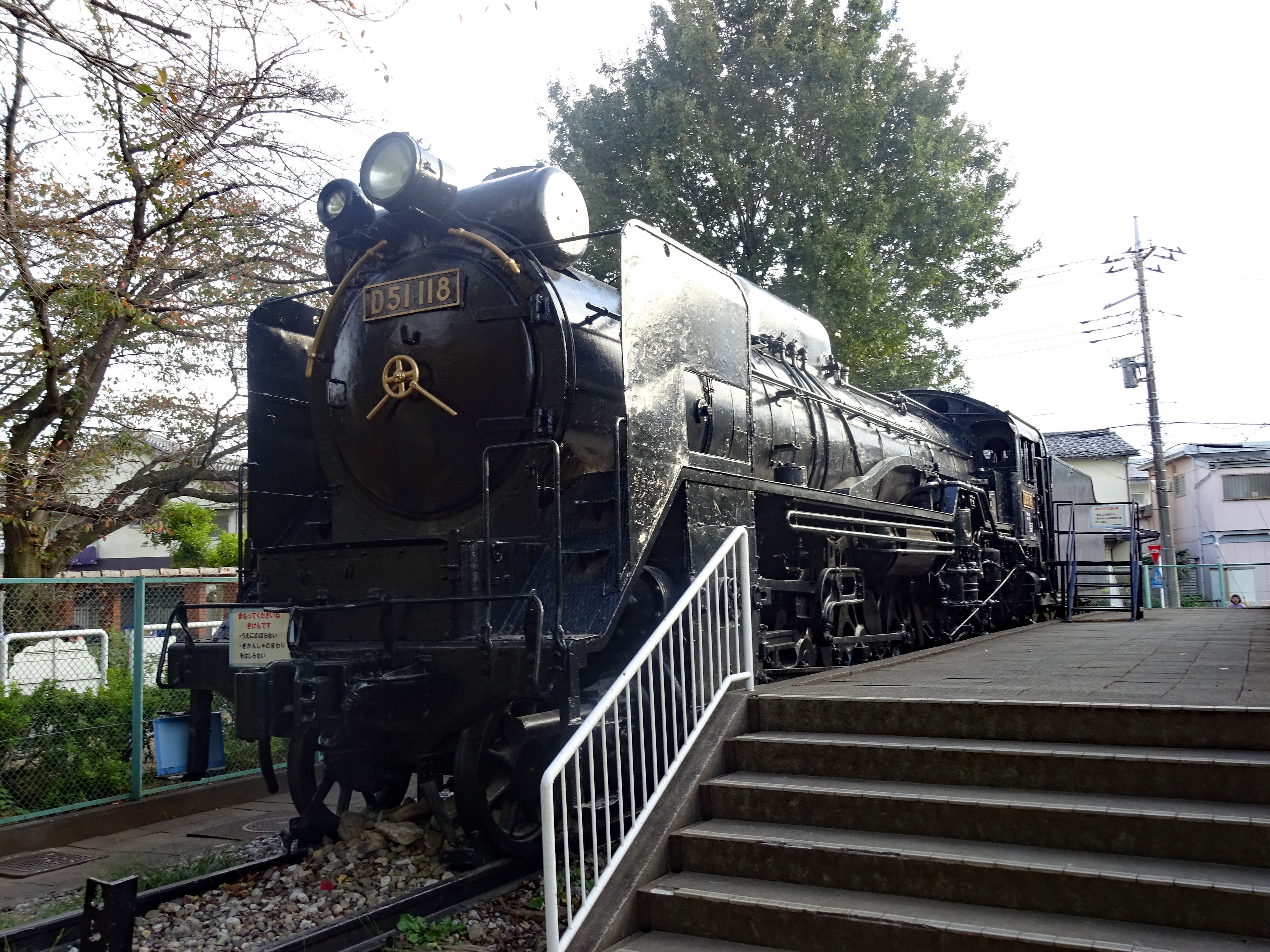
小手指公園で保存展示されているD51 118

地内には特に小手指駅前の区画を中心に、計12ヶ所の公園と1ヶ所の緑地が設置されている。
| - 小手指公園 - 松岡公園 - 中山公園 - 宇治公園 - 下原公園 - 中山西公園 - 松岡南公園 | - 緑野南公園 - 長野公園 - 緑野北公園 - 小手指東公園 - 北野公園 - ルポパルク緑地 |

商業
- 西武鉄道小手指車両基地
- 小手指ハイツ西武ショッピングプラザ 
  - 小手指駅前郵便局
  - 埼玉りそな銀行 小手指支店

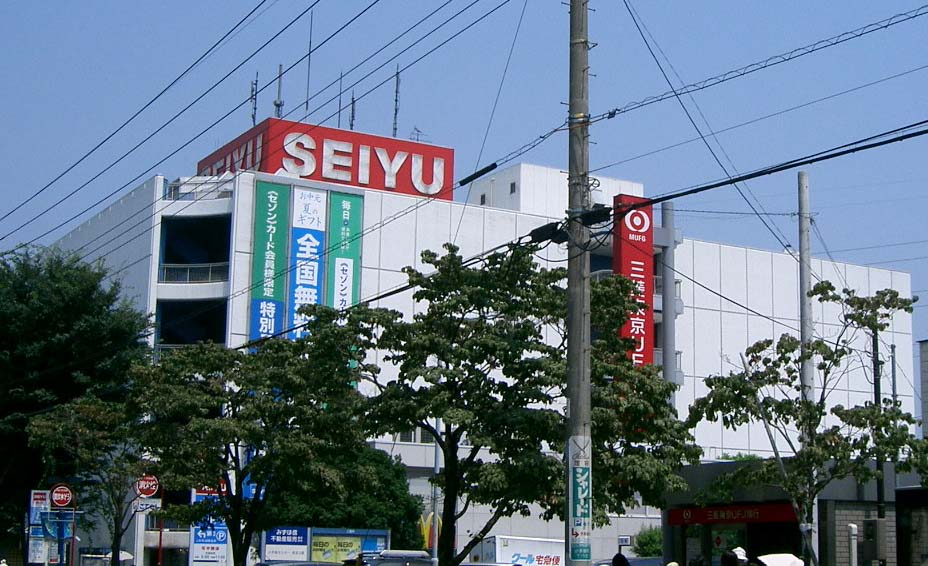
西友小手指店（2007年6月）

- 西友 小手指店 - 1981年（昭和56年）6月16日に開店[19]。
- 三井住友銀行 小手指支店
- みずほ銀行 小手指出張所
- 飯能信用金庫 小手指支店

## 小・中学校の学区
市立小・中学校に通う場合の学区（校区）は以下の通り。
| 町丁     | 町丁         | 小学校                             | 中学校                             |
| -------- | ------------ | ---------------------------------- | ---------------------------------- |
| 小手指町 | 1丁目・2丁目 | 所沢市立北中小学校（北中）         | 所沢市立北野中学校（北野）         |
| 小手指町 | 3丁目・4丁目 | 所沢市立北野小学校（北野）         | 所沢市立北野中学校（北野）         |
| 小手指町 | 5丁目        | 所沢市立小手指小学校（小手指元町） | 所沢市立小手指中学校（小手指元町） |